# Pollestres
Pollestres – miejscowość i gmina we Francji, w regionie Oksytania, w departamencie Pireneje Wschodnie.
Według danych na rok 1990 gminę zamieszkiwało 3019 osób, a gęstość zaludnienia wynosiła 364 osoby/km² (wśród 1545 gmin Langwedocji-Roussillon Pollestres plasuje się na 128. miejscu pod względem liczby ludności, natomiast pod względem powierzchni na miejscu 838.). 

## Zabytki
Zabytki na terenie gminy posiadające status monument historique:
- kościół św. Marcina (Église Saint-Martin de Pollestres)